# Internationella Kommunistiska Seminariet
Internationella Kommunistiska Seminariet (IKS) är en samarbetsorganisation och årlig sammankomst för socialistiska och kommunistiska partier världen över. Det brukar hållas årligen och initiativtagare till seminariet är det belgiska kommunistpartiet Belgiska arbetarpartiet. Seminariet "konstituerades" 1999. Internationella Kommunistiska Seminariet är antirevisionistiskt och hör till de större internationella samarbetsorganen för världens kommunistiska partier sedan östblockets kollaps. Det håller fokus på kampen mot imperialismen, och försvaret av marxism–leninismen mot reformister och revisionister. Sverige brukar representeras av Kommunistiska partiet.
Seminariet har besökts av bland andra Winnie Mandela, Laurent-Désiré Kabila och Enver Hoxhas änka, Nexhmije Hoxha.

## Lista på medlemmar och observatörer
- All Nation Movement for democracy and progress of Afghanistan, Afghanistan
- Albaniens kommunistiska parti, Albanien
- Parti Algérien pour la Démocratie et le Socialisme (PADS), Algeriet
- Bangladesher Samyabadi Dal (Marksbadi-Leninbadi), Bangladesh
- Socialist Party of Bangladesh, Bangladesh
- Sovjetunionens kommunistiska parti, Belarus
- Belgiska arbetarpartiet, Belgien
- MAS, Bolivia
- Brasiliens kommunistiska parti (PCdoB), Brasilien
- Movimiento Revolucionario 8 de Octubre (MR8), Brasilien
- Kroatiens socialistiska arbetarparti, Kroatien
- Kubas kommunistiska parti, Kuba
- Danmarks kommunistiska parti (DKP), Danmark
- Kommunistisk Parti, Danmark
- Partido Comunista Marxista-Leninista del Ecuador (PCMLE), Ecuador
- Kommunistiska Arbetarpartiet - för fred och socialism, Finland
- Pôle de Renaissance Communiste en France, Frankrike
- Union des révolutionnaires-communistes de France, Frankrike
- Tysklands kommunistiska parti (KPD), Tyskland
- Greklands kommunistiska parti (KKE), Grekland
- Socialist Unity Centre of India (SUCI), Indien
- Sydkoreas demokratiska arbetarparti, Sydkorea
- Lettlands socialistiska parti, Lettland
- Libanesiska kommunistpartiet, Libanon
- Litauens kommunistiska parti, Litauen
- Kommunist (Litauen), Litauen
- Parti Communiste du Luxembourg, Luxemburg
- Partido Democrático Popular Revolucionario (PDPR), Mexiko
- Rødt, Norge
- Demokratiska fronten för Palestinas befrielse, Palestina
- Folkfronten för Palestinas befrielse (PFLP), Palestina
- Filippinernas kommunistiska parti, Filippinerna
- Ryska kommunistiska arbetares parti - Kommunisternas revolutionära parti, Ryssland
- Mouvement des travailleurs yougoslaves – Servie (RSUY), Serbien
- Slovakiens kommunistiska parti, Slovakien
- Partido Comunista de los Pueblos de España, Spanien
- Kommunistiska partiet, Sverige
- Syriens kommunistiska parti, Syrien
- Parti Communiste Ouvrier Tunisien, Tunisien
- Parti du Travail patriotique et démocratique de Tunisie, Tunisien
- Turkiska kommunistpartiet, Turkiet
- Kommunistiska unionen, Ukraina
- Communist Party of Great Britain (Marxist-Leninist), Storbritannien
- Freedom Road Socialist Organization, USA
- Workers World Party, USA
- Partido Comunista de Venezuela, Venezuela

Observatörer:
- Kommunistische Initiative (KI), Österrike
- Nepalesiska folkets progressiva forum
- Nationella demokratiska fronten, Filippinerna
- Union Proletaria, Spanien
- Chinese Province of The Labour Party of Taiwan
- Arbetarpartiet (EMEP) (Turkiet)